# 콘텍토팔라투스

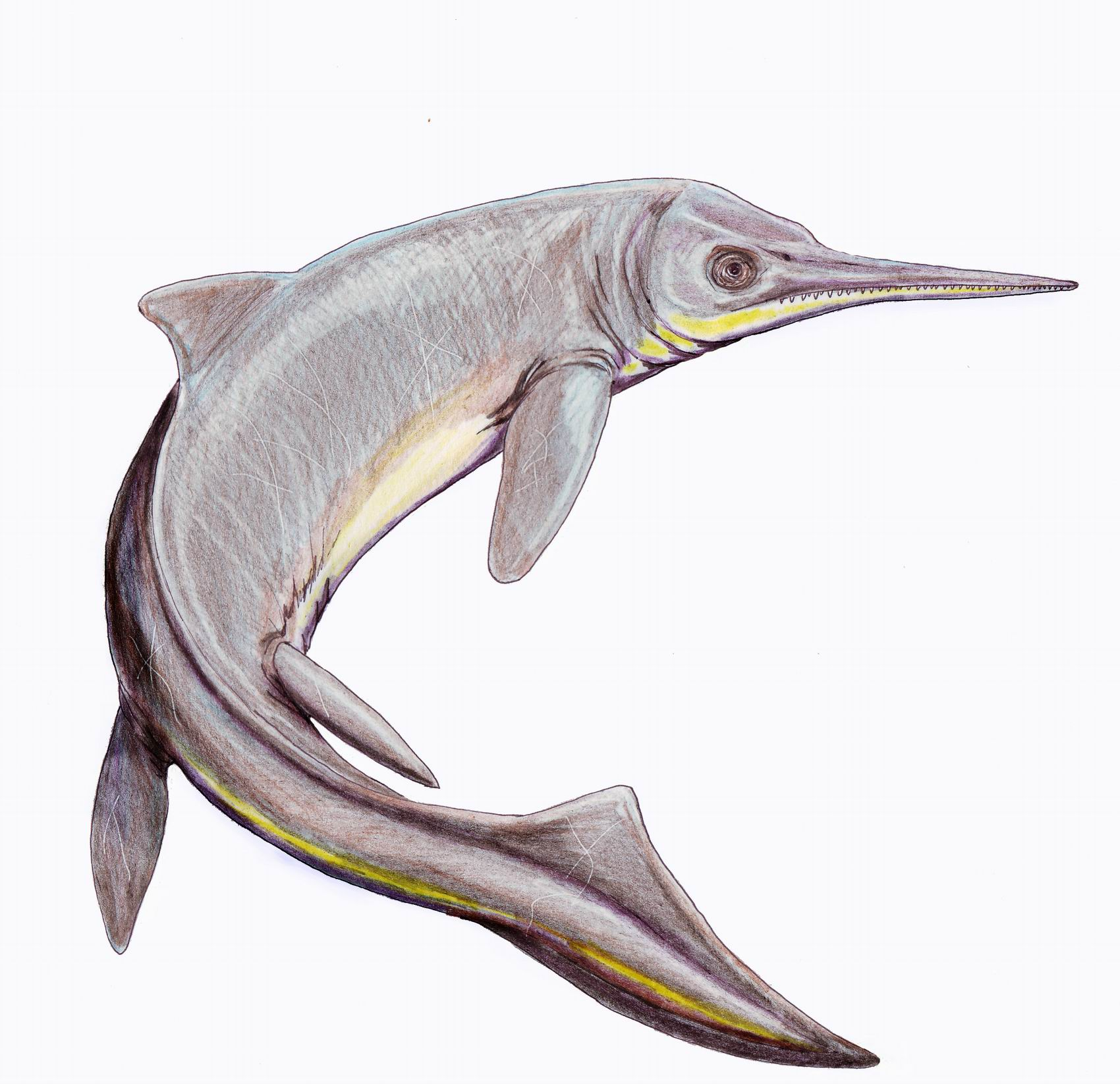

콘텍토팔라투스(학명:Contectopalatus atavus)는 어룡목 믹소사우루스과에 속하는 어룡이다. 지금은 멸종된 종으로서 전체적인 몸길이가 5m인 거대한 어룡에 속한다.

## 특징
콘텍토팔라투스는 독일과 중국의 트라이아스기 중기에 멸종된 물고기 같은 해양 파충류인 원시 어룡이다. 원래의 이름은 이크티오사우루스 아타부스(Quenstedt, 1851/52), 그리고 나중에는 믹소사우루스 아타부스(Quenstedt 1852)이다. 1998년에 마이쉬와 마츠케에 의해 유효한 속이라고 인정받았지만 다른 당국에서는 믹소사우루스와 동의어라고 주장하고 있다. 그것은 길이가 5미터였다. 콘텍토팔라투스의 주요한 특징으론 길게 튀어나와 확장된 주둥이의 근처에 눈이 있는 특징을 가지고 있으며 눈의 크기도 상당히 크다. 살아있을 당시에는 갈색의 등과 황색의 배로 이뤄져 있을 종으로 추정되며 양턱의 뾰족한 주둥이에는 총 25~30개의 톱니 모양을 가진 날카로운 이빨을 가지고 있다. 먹이로는 당대에 서식했던 물고기, 갑각류, 두족류를 주로 섭이했을 육식성의 어룡으로 추정되는 종이다.

## 생존시기와 서식지와 화석의 발견
콘텍토팔라투스가 생존했었던 시기는 중생대의 트라이아스기 중기로서 지금으로부터 2억 2000만년전~2억년전에 생존했었던 종이다. 생존했었던 시기에는 유럽과 아시아를 중심으로 하는 서부 태평양, 인도양, 대서양에서 주로 서식했었던 어룡이다. 화석의 발견은 1851년에 유럽의 트라이아스기에 형성된 지층에서 유럽의 고생물학자들에 의하여 처음으로 화석이 발견되어 새롭게 명명된 종이며 이후엔 중국을 포함한 아시아에서도 화석이 발견된 종이다.

## 같이 보기
- 파충류
- 중생대
- 트라이아스기
- 어룡
- 화석